# West Ham (Metropolitano de Londres)
West Ham é uma estação de intercâmbio intermodal do Metrô de Londres, da Docklands Light Railway (DLR) e da National Rail em West Ham, Londres, Reino Unido. A estação é servida pelas linhas District, Hammersmith & City e Jubilee do Metrô de Londres, pelo ramal Internacional de Stratford da DLR e pelos serviços ferroviários nacionais da c2c.
A estação foi inaugurada em 1901 pela London, Tilbury and Southend Railway na rota de Fenchurch Street para Barking. No final da década de 1990, a estação foi reconstruída e significativamente expandida como parte da Extensão da Linha Jubilee, sendo totalmente inaugurada em 1999. A estação fica na zona tarifária 2 e zona 3 de Londres.

## História

### Alinhamento de leste a oeste
A linha direta London, Tilbury and Southend Railway de Bow a Barking foi construída de leste a oeste, passando pelo meio da Paróquia de West Ham em 1858. Antes disso, os trens faziam uma rota mais longa via Stratford e Forest Gate, em direção ao norte. A nova linha foi inaugurada com estações inicialmente em Bromley, Plaistow e East Ham. Em novembro de 1897, Arnold Hills, proprietário da Thames Ironworks and Shipbuilding Company, cujo time de futebol Thames Ironworks FC (que foi reformado em 1900 como West Ham United) jogava nos Memorial Grounds, garantiu um acordo com a London, Tilbury and Southend Railway para construir uma estação no cruzamento da Manor Road com a Memorial Avenue. O conselho da empresa aprovou isso em fevereiro de 1898 e a Mowlem recebeu o contrato para construir uma estação de quatro plataformas, o que permitiu a proposta de quadruplicação da linha com a conclusão da Whitechapel and Bow Railway . A estação foi concluída em maio de 1900, mas só foi inaugurada em 1º de fevereiro de 1901. A estação era inicialmente conhecida como West Ham.
A North London Railway operava um serviço diário para Plaistow através da curva Bow-Bromley desde 18 de maio de 1869 e, quando West Ham foi inaugurado, utilizou as plataformas do norte. Em 1905, eles mudaram para as plataformas do sul, com a abertura de uma nova plataforma de baía em Plaistow, no lado sul.  A Whitechapel and Bow Railway permitiu que os serviços da Metropolitan District Railway operassem de West Ham a Upminster a partir de 1902. O Distrito Metropolitano passou a utilizar trens elétricos em 1905 e os serviços para East Ham foram cortados. Os trens da London, Tilbury e Southend Railway da Fenchurch Street usavam as plataformas do sul quando os serviços do Metropolitan District começaram, mas as paradas foram reduzidas para algumas por semana em 1908 e para zero em 1913. A propriedade da estação passou para a Midland Railway em 1912 e para a London, Midland and Scottish Railway em 1923. A estação foi renomeada West Ham (Manor Road) em 11 de fevereiro de 1924. Quando o serviço da North London Railway para Plaistow cessou em 1º de janeiro de 1916, as plataformas do sul não estavam mais sendo utilizadas no serviço normal.
A Metropolitan District Railway foi incorporada à London Transport em 1933 e ficou conhecida como District line . Os serviços da linha Hammersmith & City começaram, como parte da linha Metropolitan, em 1936. As plataformas do sul foram removidas após os danos da guerra em 1940, que fecharam completamente a estação de 7 de setembro de 1940 até 11 de agosto de 1941.  Após a nacionalização das ferrovias em 1948, a gestão da estação passou para a British Railways . Em 1969, a propriedade foi transferida para o metrô de Londres e a estação foi renomeada novamente para West Ham em 1 de janeiro.
Em 15 de março de 1976, nove pessoas ficaram feridas aqui por uma explosão em um trem por um membro do IRA Provisório. Julius Stephen, o maquinista do trem, foi morto a tiros no local quando tentava perseguir o bombista em fuga.
Como parte da extensão da Linha Jubilee, a estação foi completamente reconstruída, com plataformas das linhas District e Hammersmith e City reconstruídas. Além disso, plataformas foram restabelecidas na linha principal da Fenchurch Street, agora operada pela c2c . Como parte da obra, a entrada existente foi fechada, e o saguão de bilheteria reformado se tornou um saguão de conexão com o novo saguão de bilheteria e o restante da estação. Além disso, a estação foi totalmente acessível.
A plataforma da ilha para serviços c2c, juntamente com as escadas de acesso, são estreitas e ficam facilmente congestionadas. Para garantir a segurança dos passageiros, a equipe deve estar presente nas plataformas nos horários de pico. A c2c propôs uma escada rolante para substituir as escadas. A construção de uma plataforma adicional para os comboios que circulam em direcção a oeste eliminaria o problema.

### Jogos Paraolímpicos de Verão de Londres 2012
A estação foi temporariamente modificada para poder lidar com o aumento do número de passageiros durante os Jogos Olímpicos e Paraolímpicos de Londres 2012. Foi construída uma passarela para conectar a estação à ciclovia e ciclovia Greenway, que se conecta diretamente ao Parque Olímpico em Stratford.

### Alinhamento de norte a sul
A Eastern Counties and Thames Junction Railway foi construída de norte a sul através de West Ham, ligando Stratford a Canning Town em 1846. As plataformas foram construídas na linha em West Ham e inauguradas em 14 de maio de 1979, quando o serviço Crosstown Linkline começou entre Camden Road e North Woolwich. A Crosstown Linkline foi substituída pelo serviço elétrico North London Line entre Richmond e North Woolwich em 13 de maio de 1985. Na década de 1990, a estação foi amplamente reconstruída como parte da Extensão da Linha Jubilee, projetada por van Heyningen e Haward Architects . Uma nova ponte cruza quatro linhas ferroviárias e uma estrada principal, para conectar as plataformas da linha Jubilee e da linha North London com o novo saguão de embarque e o resto da estação. Os serviços da linha Jubilee começaram em 14 de maio de 1999. Os serviços da North London Line na estação cessaram em 9 de dezembro de 2006, quando a linha de Stratford a North Woolwich foi fechada, para permitir que a linha fosse convertida para a Docklands Light Railway . As plataformas reabriram em 31 de agosto de 2011 como parte da extensão para Stratford International.

### Nova entrada
Como parte do desenvolvimento do TwelveTrees no antigo depósito de distribuição da Parcelforce, uma nova entrada de estação está sendo construída para conectar ao saguão da linha Jubilee superior. Além disso, serão construídas duas novas pontes de pedestres sobre a ferrovia.

## Design e arquitetura
A estação foi reconstruída como parte da extensão da Linha Jubilee na década de 1990. O projeto de van Heyningen e Haward Architects foi considerado uma evocação do trabalho de Charles Holden na década de 1930, com o uso de tijolos e blocos de vidro, bem como uma torre do relógio. A estação foi projetada em 27 semanas e foi a mais barata das novas estações a serem construídas. Os críticos chamaram a estação de "elegante sem esforço"  e um "impressionante ensaio arquitetônico em tijolo, concreto e vidro". Mais tarde, foi agraciado com o prêmio Royal Fine Art Commission Trust.

## Incidentes
Em 15 de março de 1976, sete pessoas ficaram feridas por uma bomba do IRA Provisório em um trem da linha Metropolitan. O terrorista então atirou e matou o maquinista Julius Stephen.

## Localização
A estação está localizada na esquina da Durban Road com a Manor Road, no bairro londrino de Newham. A estação recebeu o nome da antiga paróquia e distrito de West Ham, onde estava localizada, a oeste do centro. O bairro de West Ham está localizado a alguma distância ao nordeste. Desde que o West Ham United Football Club se mudou para o Boleyn Ground em 1904, a estação não está mais localizada perto de seu estádio. O East London Rugby Football Club está situado nas proximidades da Holland Road, que também é a casa do Kings Cross Steelers RFC e do Phantoms RFC.

## Serviços
Os serviços em West Ham são operados pela c2c, Docklands Light Railway e London Underground nas linhas District, Hammersmith & City e Jubilee.
A estação também oferecia um serviço noturno nas noites de sexta e sábado como parte do Night Tube . A estação é servida pelos trens da linha Jubilee a cada 10 minutos em cada direção entre Stratford e Stanmore.

## Conexões
A linha 276 dos ônibus de Londres atende a estação.